# Есгос
Есгос (гал. Esgos, ісп. Esgos) — муніципалітет в Іспанії, у складі автономної спільноти Галісія, у провінції Оренсе. Населення — 1234 осіб (2009).
Муніципалітет розташований на відстані близько 400 км на північний захід від Мадрида, 13 км на схід від Оренсе.
Муніципалітет складається з таких паррокій: Есгос, Лонья-до-Монте, Ос-Пенсос, Рокас, Санта-Олайя-де-Есгос, Тріос, Вілар-де-Ордельєс.

## Демографія
Динаміка населення (INE ):

## Галерея зображень

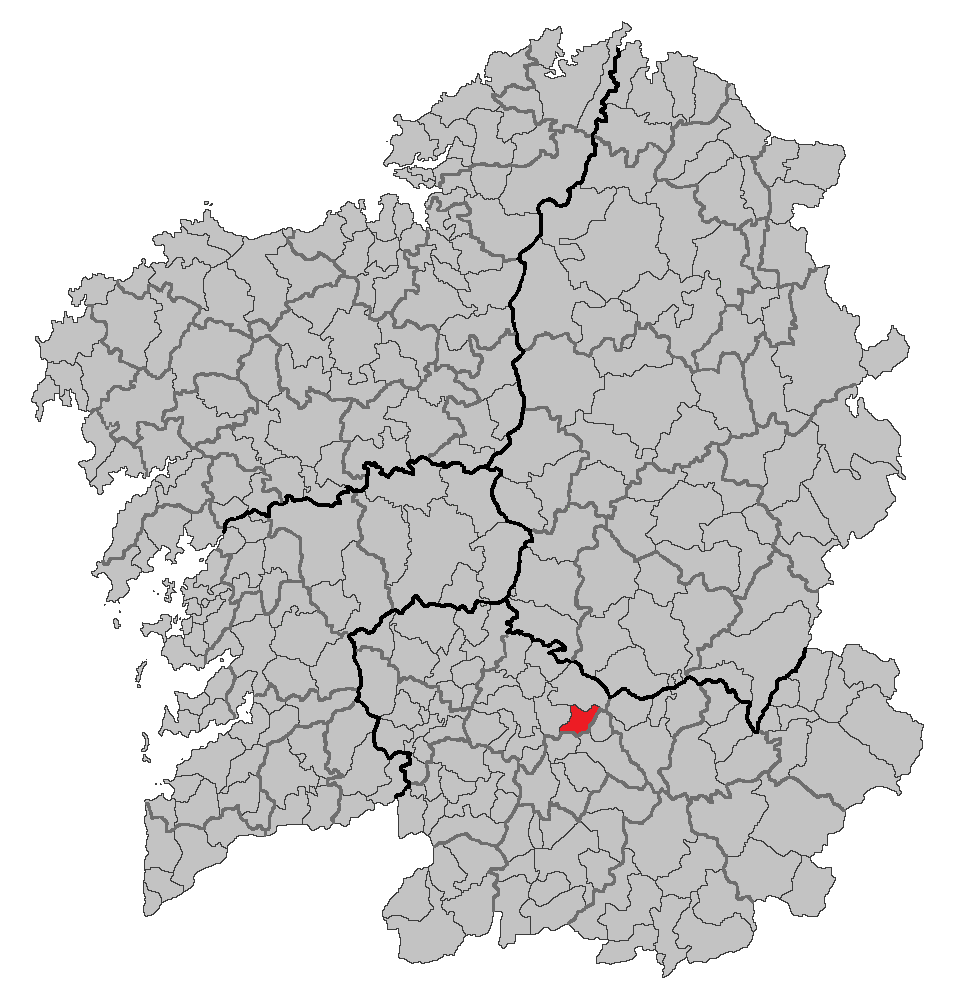
Розташування муніципалітету